# Huis te Ansen

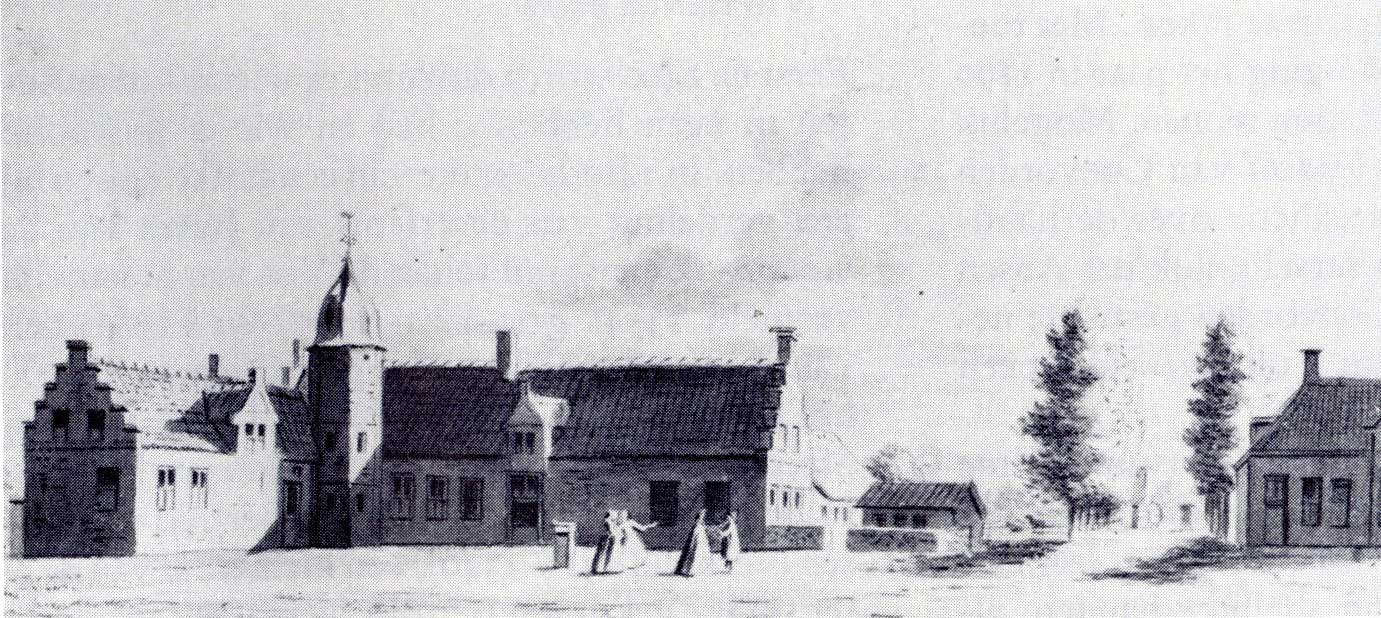
Het Huis te Ansen in 1732 getekend door Cornelis Pronk

Het Huis te Ansen (ook Hof te Ansen) was een havezate en een van de oudste adellijke huizen in Ansen in Drenthe.
Al van de elfde tot de dertiende eeuw was er sprake van een Hof te Ansen. Deze hof lag net tegen de grens van de heerlijkheid Ruinen. In 1408 blijkt de hof in het bezit te zijn van Johan van de Goer alias Johan de Vos van Steenwijk. Leden van deze familie zouden gedurende ruim 300 jaar eigenaar van het Huis te Ansen blijven.
De familie De Vos van Steenwijk speelde een vooraanstaande rol in het bestuur van Drenthe. In de eerste helft van de 16e eeuw was Coenraad de Vos van Steenwijk, eigenaar van het Huis te Ansen, waarnemend drost van Drenthe. Zijn zoon Hendrik en zijn kleinzoon Coenraad waren in de tweede helft van de 16e eeuw drost. 
Het huis te Ansen kwam na het overlijden van  Coenraad in het bezit van zijn broer Reinold, gedeputeerde van Drenthe. Diens zoon Hendrik de Vos van Steenwijk werd in 1634 toegelaten tot de Landdag, omdat het huis te Ansen van oudsher altijdt voor een adellijcke havezathe is gekent. Ook zijn zoon Zeino Coenraad werd toegelaten tot de Ridderschap vanwege het bezit van de havezate in Ansen.
Via de dochter van Zeino Coenraad kwam de havezate in 1699 in het bezit van zijn schoonzoon, de ex-militair en Drentse bestuurder, Christoffel Bernard Julius von Schwartz, lid van de familie Von Schwartz. Zowel hij als zijn zoon Zeino Coenraad van Schwartz werden toegelaten tot de Ridderschap, maar werden geteisterd door financiële problemen. Hierdoor zag de laatstgenoemde zich genoodzaakt om de havezate in 1760 van de hand te doen voor f 27.500. Schwartz heeft nog wel gedurende een aantal jaren het recht van havezate in zijn bezit gehad, waardoor hij deel bleef uitmaken van het bestuur van Drenthe, maar rond 1800 moet het Huis te Ansen al niet meer hebben bestaan.
Huis te Ansen · Batinge · Ter Borch · Huis ten Clooster · Kasteel van Coevorden · Dunningen · Huis te Echten · Entinge · Huis ter Hansouwe · Havixhorst · De Kinkhorst · De Klencke · Laarwoud · Lemferdinge · Mensinga · Mensinge · Oldengaerde · Oldenhave · Overcinge · Huis te Peize · Rheebruggen · Huis te Westervelde · Vledderinge · Westrup · Wittesheuvel